# 僕たち…つきあってます!
『僕たち…つきあってます!』（ぼくたちつきあってます）は、インターネットテレビ局AbemaTVのAbemaSPECIALチャンネルで2018年4月11日から5月23日まで配信され、2019年1月14日からシーズン2が配信されるバラエティ番組。略称および推奨ハッシュタグは「#僕つき」。

## 番組概要
カミナリとかまいたちの2組がMCを務めるカップル応援バラエティ番組。シーズン1とシーズン2では大きく内容が異なる。
シーズン1はカミナリとかまいたちが隔週でMCを務め、街に繰り出しカップルにインタビュー。両親に交際を伝えていない恋人たちを探し、“カノジョの親”に「つきあってること」を伝えにいく恋愛ドキュメントバラエティとして配信。2018年4月11日の初回配信のみ22:00から23:00の1時間番組。以降は22:00からの30分番組。コンセプトはおおむね好評だったものの、行き当たりばったりでのカップル探しは困難を極め、初回ロケでは悪天候も加わり13時間ものカップルさがしを行った。最終回では14時間と1日がかりとなっていた。場合によっては父親のほか、彼女の兄への報告模様も追いかけた。
2019年1月14日スタートのシーズン2（新章）ではMCはカミナリとかまいたちが続投。毎回普通とはちょっと違ういびつな愛の形を見せる“偏愛カップル”をゲストに、付き合うなりそめや日常を聞き出す恋愛トーク番組となる。準レギュラーMCとして須田亜香里が加わる。

## 出演者

### MC
- カミナリ（竹内まなぶ・石田たくみ）
- かまいたち（山内健司・濱家隆一）

シーズン1は2組が隔週でMC持ち回り出演。シーズン2は毎週4人全員出演。コーナーごとにうち1名がカップル紹介役として進行を務める。

### シーズン2からの準レギュラー
- 須田亜香里（2019年1月15日 - 1月22日）

## スタッフ
- ナレーション：澤田賢一郎（シーズン1）、南菜乃子（シーズン2）
- 構成：尾林玲、幡田ナオミ、内田一成、関野樹
- CG：山崎信
- 技術：YBE、映像通信、戯音工房
- リサーチ：SCOPE
- AP：和気光孝
- ディレクター：大峯あつし、高橋誠哉、田中宏明、岡山かおる、青木誉幸、高橋純平、古沢マサル、齋藤聡
- プロデューサー：濱崎賢一、西村駿介、齊藤良奈
- 演出・プロデューサー：松本真樹
- 制作：MEW
- 制作著作：AbemaTV（シーズン1のみ）